# Shadiye Heydari
Shadiye Heydari, född 15 maj 1967 i Iran, är en svensk politiker (socialdemokrat), som var riksdagsledamot 2010–2017, invald för Göteborgs kommuns valkrets.
Shadiye Heydari kommer från Saqqez i provinsen Kurdistan i Iran och kom till Sverige 1986. Hon har varit bosatt i Sundsvall i tio år, och flyttade till Göteborg 1996, där hon bor tillsammans med sin man och deras två barn.
Med en akademisk bakgrund inom socialt arbete har hon bland annat arbetat som hjälplärare, tolk, handläggare och enhetschef inom vård- och omsorg. Innan uppdraget som riksdagsledamot har Shadiye engagerat sig som fritidspolitiker i åtta år, först som ordförande för sociala utskottet sedan som ordförande för Lärjedalens stadsdelsnämnd.
Under Shadiyes första mandatperiod i riksdagen 2010–2014 var hon ledamot av socialförsäkringsutskottet och suppleant i socialutskottet. Efter regeringsbildningen 2014 återkom hon till riksdagen som statsrådsersättare för Anna Johansson. Under andra mandatperioden som riksdagsledamot var Shadiye suppleant i civilutskottet, utrikesutskottet, samt Personlig suppleant i Styrelsen för Stiftelsen Riksbankens Jubileumsfond. När Johansson lämnade regeringen i juli 2017 fick Heydari lämna riksdagen.
Shadiye Heydari har dessutom flera ledamotsuppdrag, bland annat som styrelseledamot av både Arbetarnas bildningsförbund i Göteborg, det kommunala moderbolaget Förvaltnings AB Framtiden i Göteborg och S-föreningen tro och solidaritet på Hisingen. Hon sitter i distriktsstyrelsen för S-kvinnor Göteborg och i valberedningen för både S-kvinnors framtidsklubb, Hammarkullens socialdemokratiska förening samt Kurdiska socialdemokratiska föreningen. Hon är även sammankallande för Angeredskretsens valberedning. Utöver dessa har hon åtagit sig ytterligare uppdrag och är medlem i ett flertal föreningar.
Hon är och har även varit aktiv i ideella sammanhang med ett omfattande engagemang under åren. Bland annat har Shadiye bedrivit projektarbete rörande folkbildning inom mänskliga rättigheter och funktionsnedsättning mellan Sverige och Kurdistan.